# Corticifraga peltigerae
Corticifraga peltigerae is een korstmosparasiet behorend tot de familie Gomphillaceae. Hij komt voor op Peltigera en Pseudocyphellaria. In Nederland is het waargenomen op klein leermos (Peltigera rufescens).

## Kenmerken
Ascosporen zijn hyaliene, breed tot zeer smal elliptisch, recht of soms wat gebogen. De sporen meten:
- Peltigera: (9–)15–20,5(–26) × (4–)5–6,5(–8) μm.
- Pseudocyphellaria: (9–)15–20,5(–26) × (4–)5–6,5(–8,5) μm.

## Verspreiding
Corticifraga peltigerae komt voor in Noord-Amerika, Europa, Groenland en Rusland. In Nederland komt het zeer zeldzaam voor.